# Семёрка Блейка
«Семёрка Блейка» (англ. Blake's 7) — английский научно-фантастический телесериал, впервые вышедший на канале BBC в 1978 году. Идея принадлежала Терри Нейшну, который много писал для телевидения и известен тем, что придумал «далеков», злобную инопланетную расу в сериале «Доктор Кто». «Семёрка Блейка» выходила 4 сезона: с 1978 года по 1981-й.

## Обзор
Действие происходит в третьем веке второго календаря. В основе сюжета лежат подвиги революционера Роджа Блейка, который возглавляет отряд повстанцев, борющихся против тоталитарной Терранской Федерации, управляющей Землёй и многими другими планетами. Федерация контролирует своих граждан при помощи тотального наблюдения, промывания мозгов и умиротворения наркотиками, добавляемыми в пищу, воду и воздух.
Блейк, приговорённый к отбыванию каторги на отдалённой планете, сбежал при помощи своих товарищей-заключённых и захватил «Освободитель» — инопланетный космический корабль, намного превосходящий любые суда Федерации. Корабль обладает высочайшей скоростью и мощным вооружением, а кроме этого имеет систему телепортирования, позволяющую членам экипажа высаживаться на поверхности планет, оставляя корабль на орбите. При помощи «Освободителя» Блейк и его команда пытаются нанести Федерации максимальный ущерб, а по возможности и уничтожить её.
Следует отметить, что Блейк — идеалист, а вот остальные члены команды — уголовники, среди которых мелкие воришки, контрабандисты и убийцы. Скажем, технический гений Керр Эйвон больше заботится о самосохранении и личном обогащении, чем о борьбе с Федерацией. Когда Блейк отделяется от экипажа, Эйвон возглавляет его, подтверждая двойственность своей натуры и верность, которую предвидел в нём Блейк.
Хотя в сериале присутствуют многие элементы космической оперы — космические корабли, роботы, галактические империи, инопланетяне, — он прежде всего привлекает внимание взаимодействием ярких персонажей, моральной неопределённостью и мрачным, пессимистическим настроением.
Первоначально планировалось завершить «Семёрку Блейка» третьим сезоном, но потом сняли четвёртый. Для этого пришлось вносить некоторые изменения, в частности появился новый космический корабль — «Скорпион». Чтобы обеспечить возможность правдоподобного возрождения для пятого сезона, съёмочная группа сделала такое завершение сериала, которое оставляло судьбу героев крайне неопределённой.